# Текіла (Халіско)
Текіла (ісп. Tequila) — муніципалітет в центральній частині мексиканського штату Халіско з населенням близько 35 504 тис. мешканців (2000 рік) та його центр, також відомий як Сантьяго-де-Текіла, з населенням 24 024 чоловік. Площа муніципалітету 1364 км², висоти — між 700 і 2900 метрів над рівнем моря. Текіла відома в країні й у світі як батьківщина блакитної агави і головний центр виробництва текіли, популярного сорту мескаля, що отримав свою назву від назви цього міста.

## Клімат
Місто знаходиться у зоні, котра характеризується вологим субтропічним кліматом. Найтепліший місяць — червень із середньою температурою 26 °C (78.8 °F). Найхолодніший місяць — січень, із середньою температурою 18.4 °C (65.1 °F).
| Клімат Текіли           | Клімат Текіли | Клімат Текіли | Клімат Текіли | Клімат Текіли | Клімат Текіли | Клімат Текіли | Клімат Текіли | Клімат Текіли | Клімат Текіли | Клімат Текіли | Клімат Текіли | Клімат Текіли | Клімат Текіли |
| Показник                | Січ.          | Лют.          | Бер.          | Квіт.         | Трав.         | Черв.         | Лип.          | Серп.         | Вер.          | Жовт.         | Лист.         | Груд.         | Рік           |
| Абсолютний максимум, °C | 34            | 37            | 40            | 40            | 41            | 45            | 36,5          | 37,5          | 35            | 36            | 34            | 34            | 45            |
| Середній максимум, °C   | 26,9          | 28,9          | 31,6          | 33,7          | 34,9          | 33,8          | 30,5          | 30,2          | 29,9          | 29,7          | 28,8          | 27,1          | 30,5          |
| Середня температура, °C | 18,4          | 19,7          | 21,8          | 24            | 25,8          | 26            | 24,1          | 23,8          | 23,8          | 22,8          | 20,8          | 18,8          | 22,5          |
| Середній мінімум, °C    | 9,9           | 10,5          | 12            | 14,2          | 16,7          | 18,3          | 17,7          | 17,5          | 17,6          | 16            | 12,8          | 10,5          | 14,5          |
| Абсолютний мінімум, °C  | 1             | 3             | 4             | 9             | 9             | 9             | 12            | 11            | 11            | 7             | 6             | 1             | 1             |
| Норма опадів, мм        | 18            | 6             | 3             | 7             | 27            | 163           | 258           | 228           | 160           | 53            | 10            | 10            | 943           |
| Днів з дощем            | 1,6           | 0,8           | 0,5           | 0,8           | 1,8           | 10,3          | 17,1          | 16,3          | 12,1          | 4,1           | 1,1           | 1,1           | 67,6          |
| ----------------------- | ------------- | ------------- | ------------- | ------------- | ------------- | ------------- | ------------- | ------------- | ------------- | ------------- | ------------- | ------------- | ------------- |
| Джерело: Weatherbase    |               |               |               |               |               |               |               |               |               |               |               |               |               |

## Історія
На місці міста в доіспанській період існували індіанські поселення де проживали племена чичимеків, отомі, тольтеків, науа. Ця територія була підкорена іспанській короні конкістадором Крістобалем де Оньяте в 1530 році. Місто Текіла було засноване францисканцями 15 квітня 1530 року. У 1541 році індіанське населення підняло повстання, яке було придушено до кінця року. У 1600 році тут почалося промислове виробництво текіли. На початку 19 століття індіанське населення знов підняло повстання на чолі з вождем, що отримав прізвисько Máscara de Oro («Золота маска»), проте і воно було придушено іспанським колоніальним урядом. У листопаді 1810 року під час війни за незалежність владу в місті було захоплено групою повстанців, яких очолював Рафаель Перес. Поселення Текіла отримало статус селища (villa) 27 березня 1824 року, і стало містом 9 січня 1874 року.

## Роль напою в культурі міста

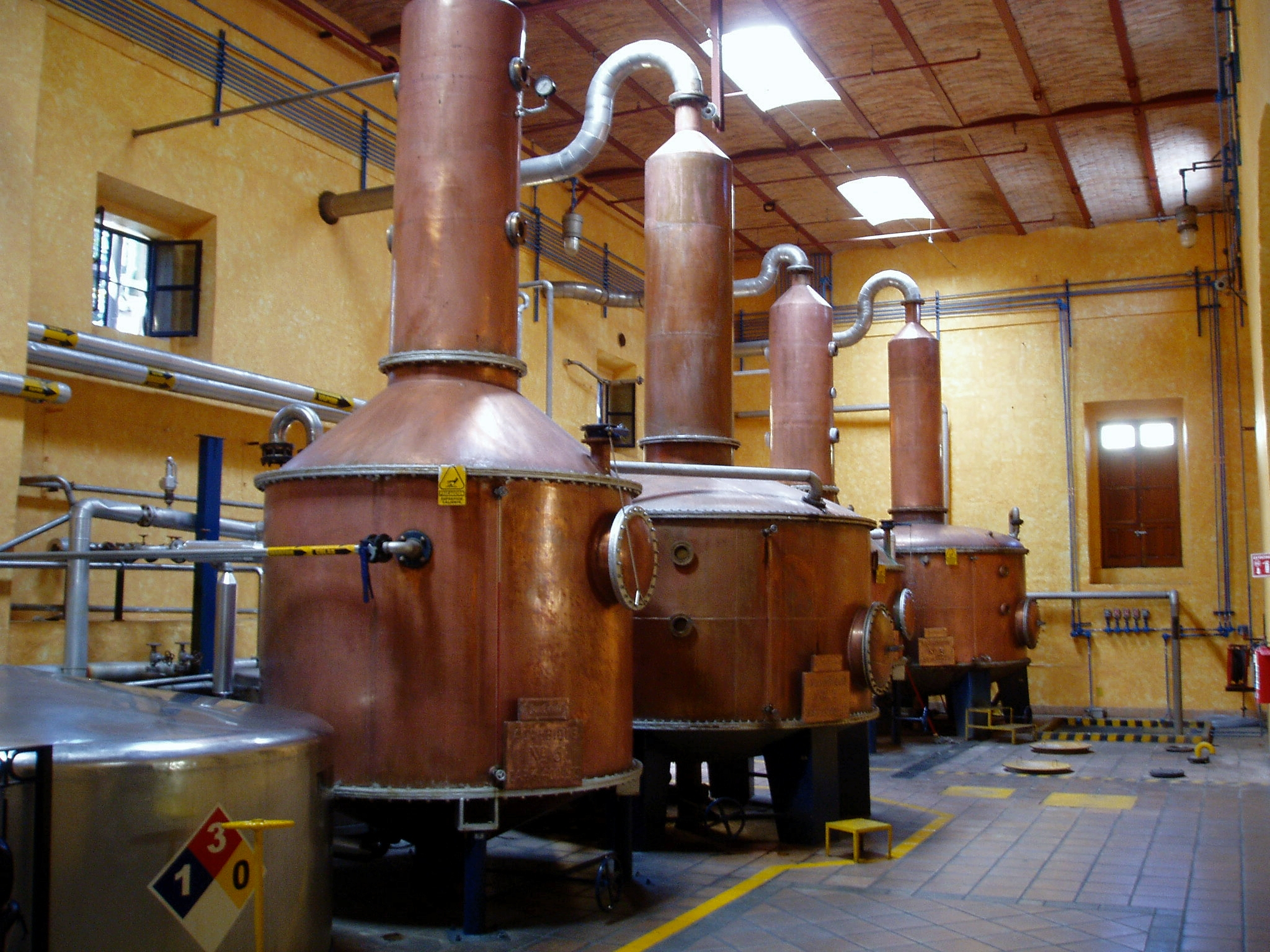
Мідні перегонні апарати для виробництва текіли, завод Сан-Хосе, Текіла

Використання серцевини агави, що має тут назву «піньї» (piña, дослівно «ананас») почалося в цьому районі в доісторичні часи, коли пінья готувалася для споживання у їжу. Після прибуття іспанців почалося її використання для отримання алкоголю. Традиційні заводи були здатні виробляти від 500 до 1000 літрів напою на день, чого стало замало з початком активної міжнародної торгівлі напоєм в 1980-х.
Зараз Текіла є головним центром вирощування блакитної агави та виготовлення текіли та мескаля, а побут і культура населення міста пронизані символікою цієї рослини, її культивацією і всім що з нею пов'язане. Через це місто дуже популярне серед туристів, що відвідують поля, перегінні заводи, Національний музей текіли (Museo Nacional de Tequila) та подорожують «Текільським експресом», поїздом, що рухається від Гвадалахари до району Текіли. Щороку з 29 листопада по 13 грудня в місті проводиться Національний фестиваль текіли, що привертає значну кількість туристів з сусідніх регіонів та з-за кордону.

## Світова спадщина
Територія площею 346 км², від підніжжя вулкана Текіла до долини річки Ріо-Гранде, у 2006 році була занесена до списку Світової спадщини як "частина великого ландшафту блакитної агави, де ця рослина культивується з 16 століття для вироблення текіли, і понад 2 тис. років для харчування та виробництва одягу. У межах цього ландшафту розташовані численні перегонні заводи, що відображує зростання світового споживання текіли у 20-му столітті.» Об'єкт включає агавові поля, перегонні заводи, таверни, міста Текіла, Ареналь і Аматітлан та руїни Теучитлану.